# Claude Melki
Pour les articles homonymes, voir Melki.
Claude Melki est un acteur français né le 23 février 1939 à Saint-Denis et mort le 29 mars 1994 dans le 4e arrondissement de Paris .

## Biographie
Apprenti-tailleur, il est découvert par hasard dans un bal par le réalisateur Jean-Daniel Pollet. Il devient l'acteur fétiche de ce dernier, qui lui confie dans plusieurs de ses films le rôle récurrent d'un homme lunaire et malchanceux nommé Léon : Pourvu qu'on ait l'ivresse... (1958), Gala (1961), Rue Saint-Denis (1965), L'amour c'est gai, l'amour c'est triste (1971), L’Acrobate (1976). Il a été comparé à ses débuts à Buster Keaton du fait de sa gestuelle et d'une certaine ressemblance physique.

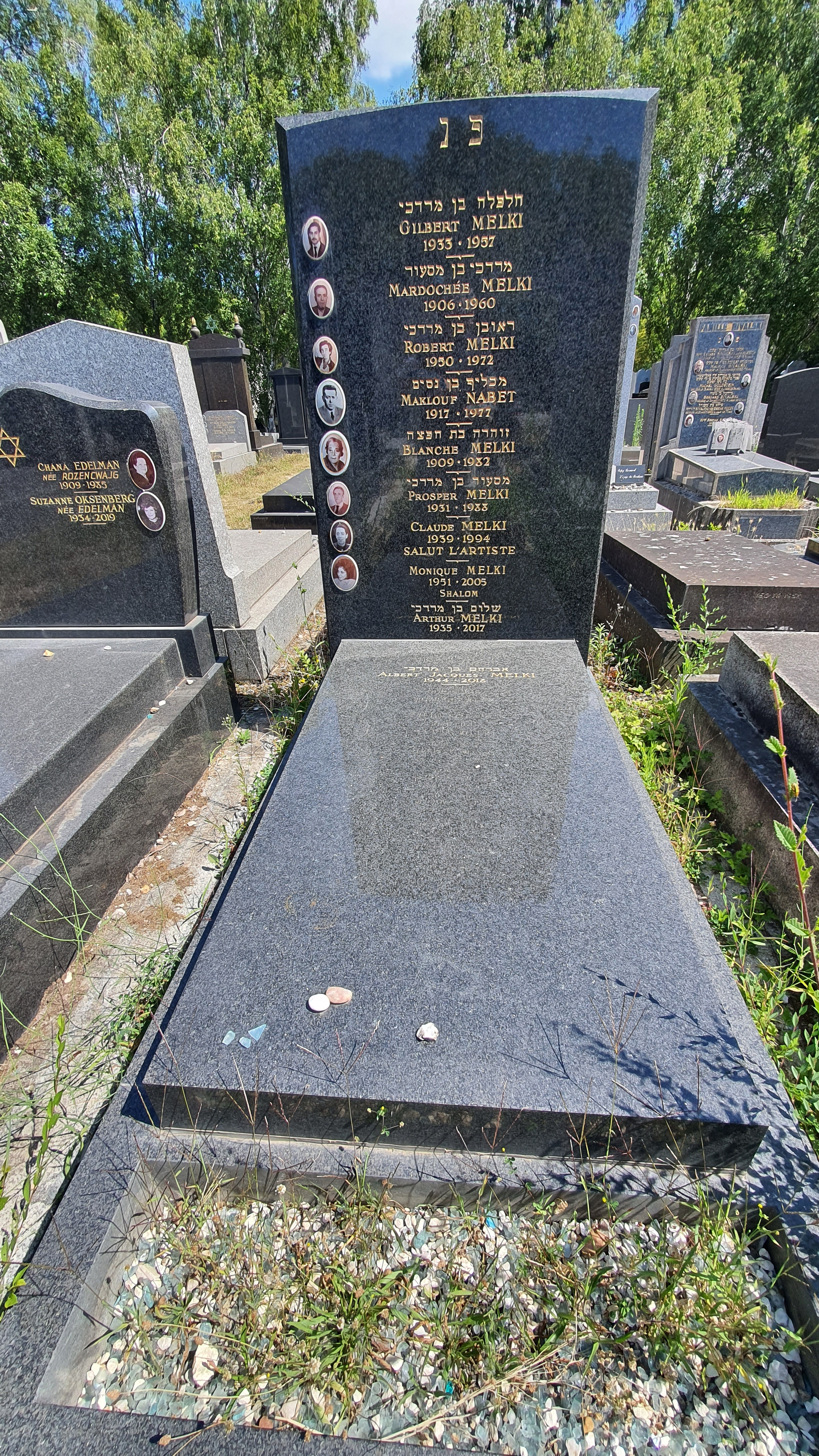
Tombe de Claude Melki au cimetière parisien de Bagneux (division 55).

Hormis sa collaboration avec Jean-Daniel Pollet, sa carrière au cinéma est très inégale. Personnalité atypique, éloigné de tout plan de carrière, il tourne de moins en moins avec les années et meurt en 1994. Il est inhumé au cimetière parisien de Bagneux (division 55).
Il est l'oncle de Gilbert Melki, également acteur.

## Filmographie
- 1957 : Pourvu qu'on ait l'ivresse... (court-métrage) de Jean-Daniel Pollet : le jeune homme timide
- 1959 : La Ligne de mire de Jean-Daniel Pollet
- 1961 : Gala (court-métrage) de Jean-Daniel Pollet : Léon
- 1964 : Paris vu par... (sketch Rue Saint-Denis) de Jean-Daniel Pollet : Léon
- 1965 : Qui êtes-vous, Polly Maggoo ? de William Klein
- 1966 : Brigitte et Brigitte de Luc Moullet : Léon
- 1966 : L'Attentat de Jean-François Davy
- 1967 : Le Grand Dadais de Pierre Granier-Deferre
- 1967 : L'Homme qui valait des milliards de Michel Boisrond
- 1969 : Le Pistonné de Claude Berri
- 1969 : L'amour c'est gai, l'amour c'est triste de Jean-Daniel Pollet
- 1970 : Laisse aller, c'est une valse de Georges Lautner
- 1970 : La Maison de Gérard Brach
- 1970 : Des bleuets dans la tête de Gérard Brach - court métrage -
- 1970 : La Mouche de Jacques Grinberg - court métrage -
- 1970 : Coup de feu de Didier Baussy - court métrage -
- 1971 : Le Sang de Jean-Daniel Pollet
- 1972 : La Jeune Femme et le mort de Jean Douchet - court métrage -
- 1973 : Salut, voleurs ! de Frank Cassenti
- 1973 : L'Agression de Frank Cassenti - court métrage -
- 1973 : L'amour c'est du papier de Michel Leeb - court métrage -
- 1973 : L'Événement le plus important depuis que l'homme a marché sur la Lune de Jacques Demy
- 1973 : Q de Jean-François Davy
- 1974 : Le Seuil du vide de Jean-François Davy
- 1974 : Juliette et Juliette de Rémo Forlani
- 1974 : Malaventure ép. « Aux innocents les mains sales » de Joseph Drimal
- 1975 : Messieurs les jurés : L'Affaire Lambert d'André Michel
- 1975 : Godefinger ou Certaines chattes n'aiment pas le mou, de Jean-Pierre Fougea
- 1976 : L'Acrobate de Jean-Daniel Pollet : Léon
- 1976 : Échos d'Alger de Frank Cassenti - court métrage -
- 1976 : Le Grand Fanfaron (ou Les Bidasses en cavale) de Philippe Clair
- 1977 : Le Souverain de Jean-Paul Larivée - Film resté inédit -
- 1978 : Saint Judas de Michel Chauderli - court métrage -
- 1978 : Le Rose et le Blanc de Robert Pansard-Besson
- 1979 : La Bande du Rex de Jean-Henri Meunier
- 1980 : Mais qu'est-ce que j'ai fait au bon Dieu pour avoir une femme qui boit dans les cafés avec les hommes ? de Jan Saint-Hamont
- 1985 : L'Amour ou presque de Patrice Gautier
- 1985 : Tangos, l'exil de Gardel de Fernando Ezequiel Solanas
- 1985 : La Dernière Image de Mohammed Lakhdar-Hamina
- 1985 : Subway de Luc Besson : Youssef
- 1986 : Paulette, la pauvre petite milliardaire de Claude Confortès - Scène coupée au montage -
- 1987 : Les Oreilles entre les dents de Patrick Schulmann
- 1987 : La Valse des médias de Luc Moullet - court métrage -
- 1988 : Contretemps de Jean-Daniel Pollet - documentaire -
- 1988 : L'Escalier d'Émilie Deleuze - court métrage -
- 1990 : Les Disparus de Saint-Agil de Jean-Louis Benoît  : M.Planet
- 1993 : Rue Saint-Valentin de James Chappat - court métrage
- 1993 : Parpaillon de Luc Moullet

## Théâtre
- 1990 : En attendant Godot de Samuel Beckett, mise en scène Joël Jouanneau, théâtre Nanterre-Amandiers